# Emily Maguire
Emily Maguire (ur. 17 grudnia 1987 w Glasgow) – szkocka i brytyjska hokeistka na trawie. Brązowa medalistka olimpijska z Londynu.
Zawody w 2012 były jej jedynymi igrzyskami olimpijskimi. Wystąpiła w siedmiu spotkaniach, w barwach Wielkiej Brytanii. W reprezentacji Szkocji wystąpiła 118 razy - grała m.in. na Igrzyskach Wspólnoty Narodów w 2010 i 2014, w drużynie Wielkiej Brytanii 59.